# Gertrud von Nivelles

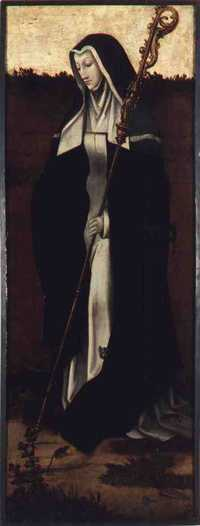
Gertrud von Nivelles, Gemälde um 1530

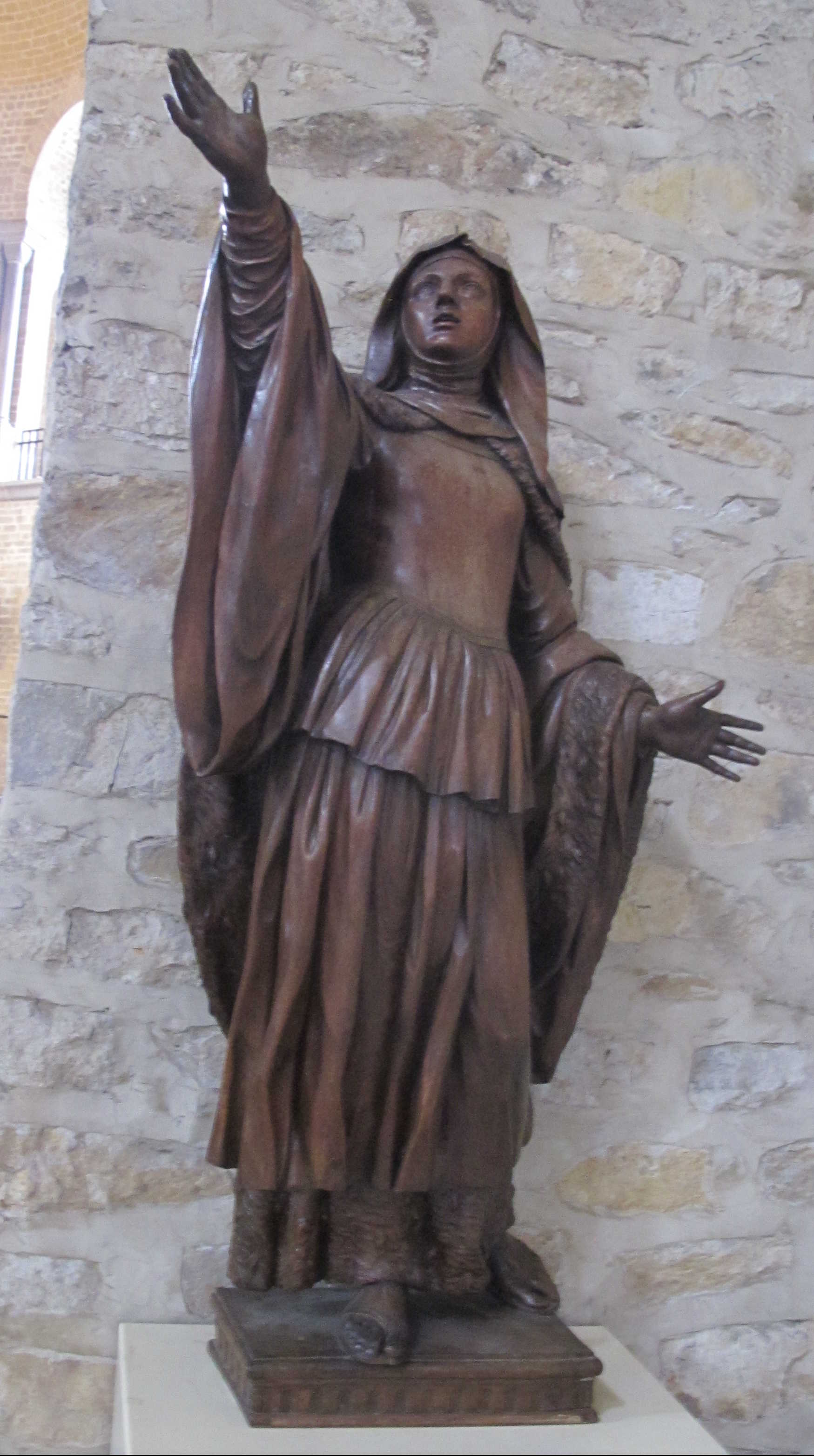
Statue im Westschiff

Gertrud von Nivelles (* 626; † 17. März 659), auch Gertraud, Gertraudt, Gertrude und Geretrudis, war Äbtissin des Augustinerinnen-Klosters Nivelles in Belgien und wird in der römisch-katholischen Kirche als Jungfrau und Heilige verehrt.

## Leben
Gertrud war die Tochter von Pippin dem Älteren und seiner Frau Iduberga und damit eine Verwandte Karls des Großen. Mit 14 Jahren trat sie in die von ihrer Mutter gegründete Abtei in Nivelles ein. Mitte des 7. Jahrhunderts gründete Gertrud von Nivelles die Benediktinerinnenabtei in Karlburg in Unterfranken. Die Abtei war eines der ersten Klöster im mainfränkischen Raum, das sich besonders um Arme, Kranke und Gebrechliche kümmerte. Nach dem Tod ihrer Mutter leitete Gertrud als Äbtissin von 652 bis zu ihrem Tod die Abtei von Nivelles.
Gertrud war sehr gebildet und setzte sich dafür ein, dass auch Mädchen die Heilige Schrift lesen sollten. Sie erzog im Kloster Nivelles die spätere belgische Nationalheilige Gudula von Brüssel. Außer der Krankenfürsorge gab sie auch fahrenden Schülern und Wandergesellen zu essen. Für irische Wandermönche, die sie in ihr Kloster gerufen hatte, ließ sie ein Spital bauen. So wurde Gertrud bald als „Schutzherrin der Landstraße“ bekannt. Die Legende erzählt, dass Schiffsreisende, die mitten auf dem Meer von einem Meeresungeheuer bedroht wurden, die hl. Gertrud im Gebet um Hilfe angefleht hätten. Daraufhin sei das Ungeheuer verschwunden.

## Verehrung
Der Gedenktag ist in der römisch-katholischen Kirche der 17. März (nichtgebotener Gedenktag im Regionalkalender für das deutsche Sprachgebiet). Die Nacht vom 16. auf den 17. März wird demnach als Gertrudisnacht bezeichnet.
Der Reliquienschrein der heiligen Gertrud in Nivelles wurde 1940 bei der deutschen Bombardierung der Stadt während des Zweiten Weltkriegs zerstört. Unter Verwendung einiger mittelalterlicher Fragmente wurde in den 1990er Jahren ein neuer Reliquienschrein geschaffen.
Seit Mai 2008 werden in der Gertraudenkapelle bei Waldzell ebenfalls Reliquien der heiligen Gertrud aufbewahrt.

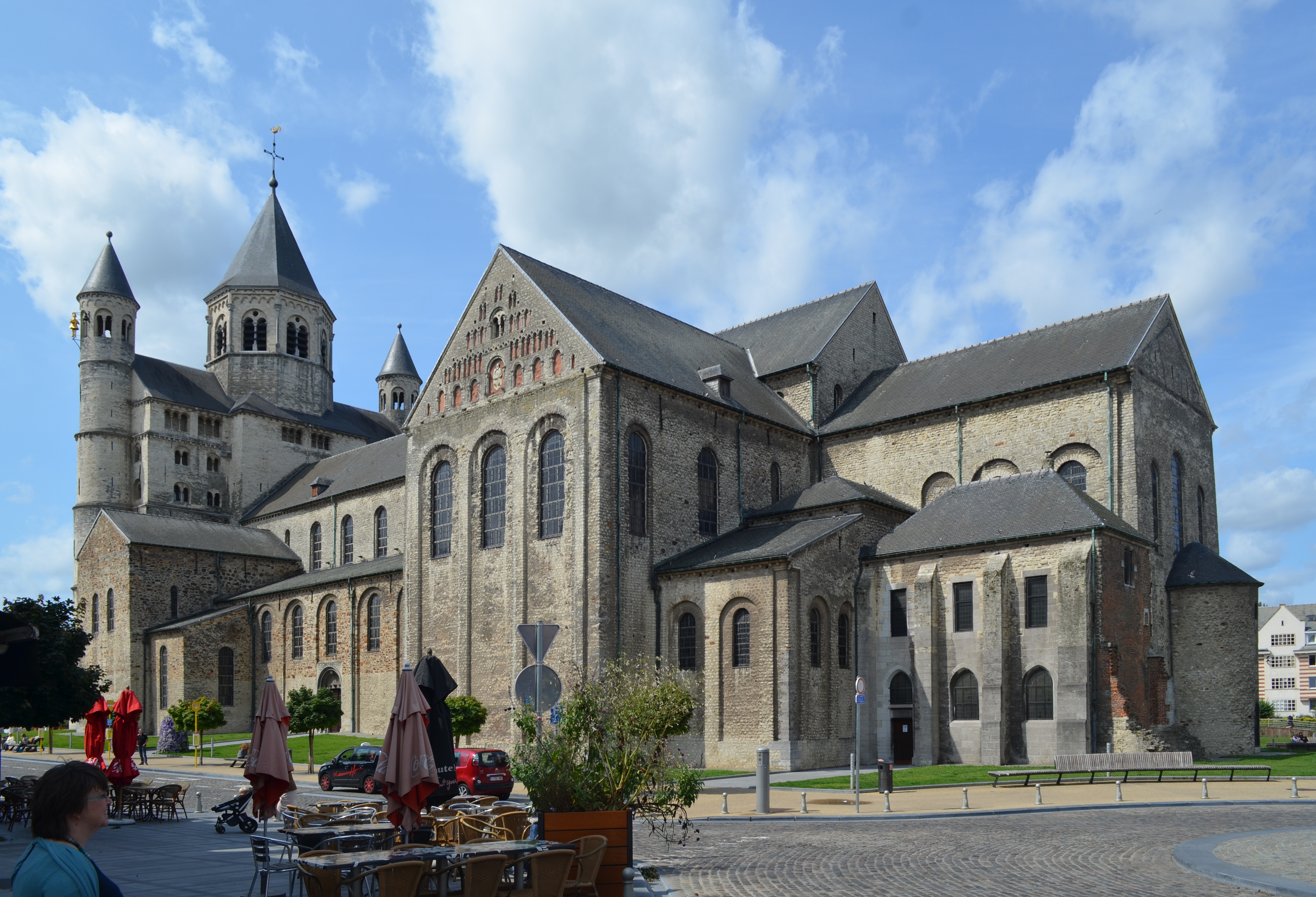
Stiftskirche St. Gertrud in Nivelles
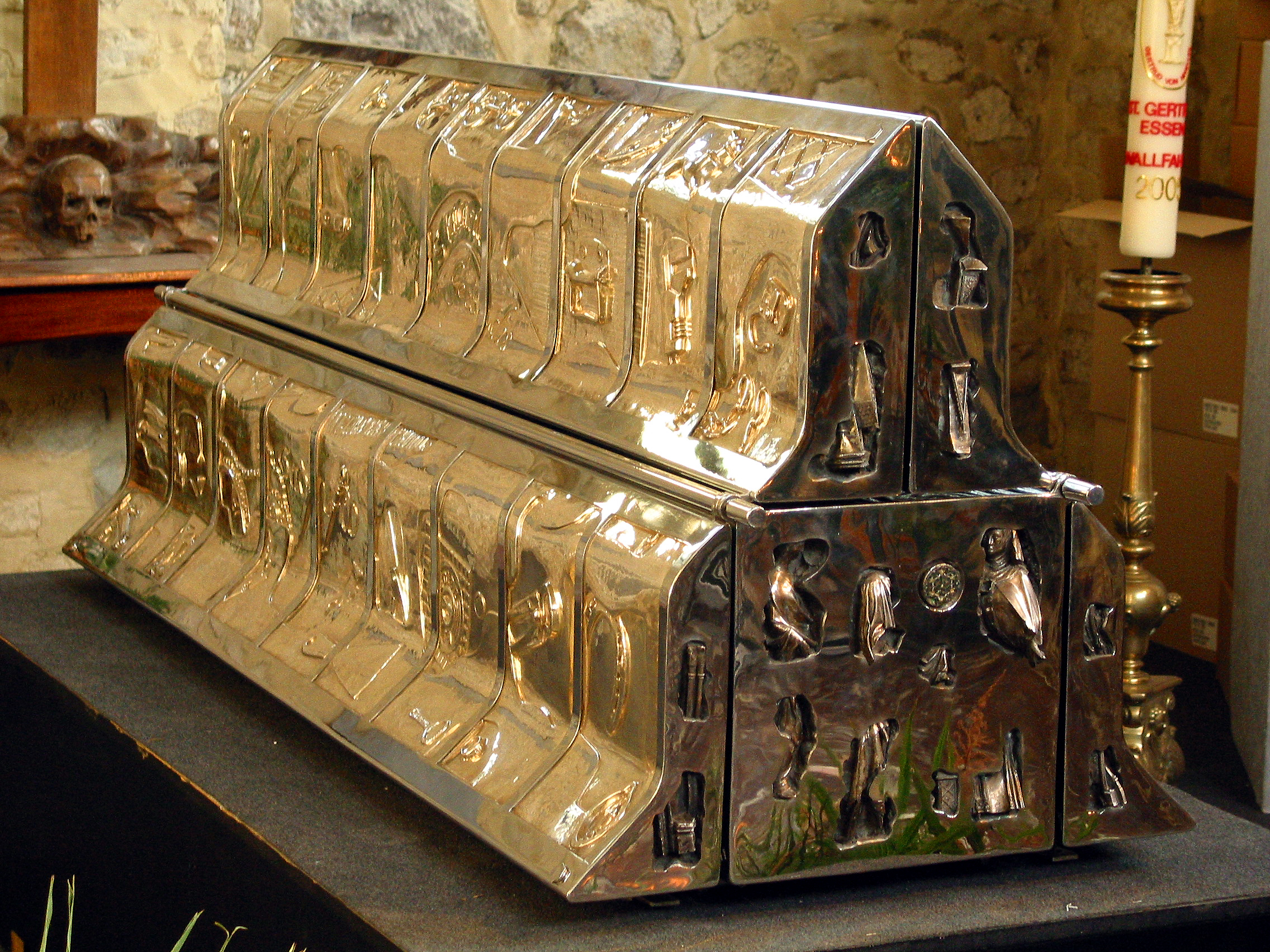
Reliquienschrein der hl. Gertrud von Nivelles
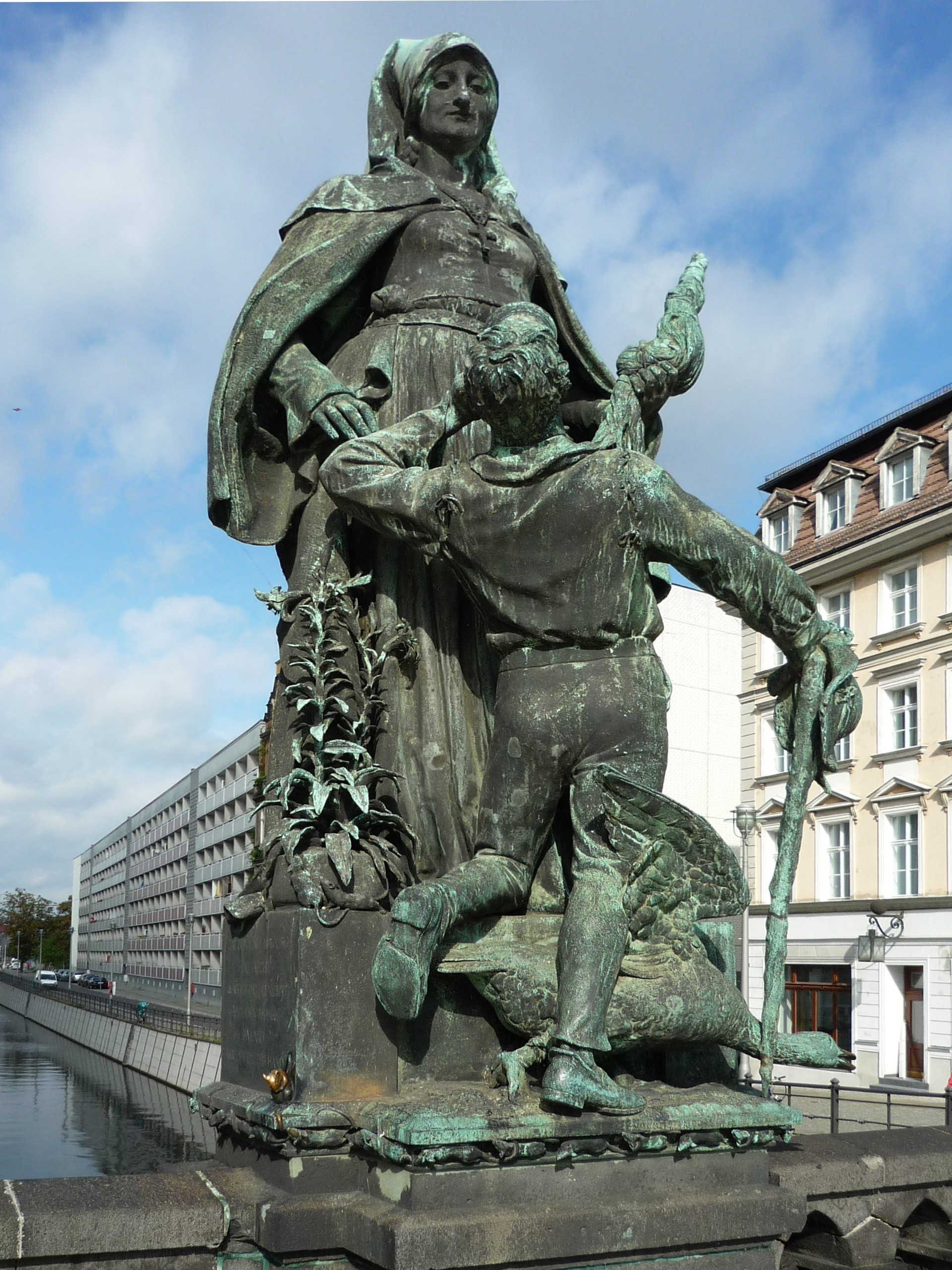
Gertraudenbrücke über die Spree in Berlin

Die heilige Gertrud von Nivelles ist Stadtpatronin von Nivelles, Landen und der einstigen Stadt Wattenscheid (seit 1974 Stadtteil Bochums). Ihrem Patrozinium sind zahlreiche Kirchen und Kapellengebäude unterstellt (siehe Gertrudenkirche und Gertrudenkapelle); vielerorts ist sie Pfarrpatronin. Sie ist Schutzheilige der Reisenden und Pilger, der Gärtner, der Spinnerinnen der Armen und Witwen, außerdem der Katzen.
Aufgrund des Einsatzes der Gertrude von Nivelles für die Armen- und Krankenfürsorge waren schon im Mittelalter viele Hospitäler bzw. Spitäler nach ihr benannt. Im deutschsprachigen Raum ist beispielsweise das in der zweiten Hälfte des 14. Jahrhunderts gestiftete Sankt-Gertrud-Hospital vor dem Uenglinger Tor zu Stendal belegt. Im Berliner Raum erhielt ein Anfang des 15. Jahrhunderts gegründetes und längst abgerissenes Hospital den Namen Zur heiligen Gertraud, ebenso eine benachbarte Kirche. Als in späteren Jahren das Berliner Zentrum vergrößert und neu bebaut wurde, setzten die Stadtväter Gertraud ein Denkmal, das auf der 1896 eingeweihten gleichnamigen Gertraudenbrücke seinen Platz erhielt. Das gegenwärtige Sankt-Gertrauden-Krankenhaus in Berlin-Wilmersdorf eröffneten die Katharinenschwestern im Jahr 1930.
Die ebenfalls nach ihr benannte Gertrudenminne trank man im Mittelalter zum Abschied oder zur Versöhnung.
Bis heute feiern die Wattenscheider im Frühjahr die Gertrudiskirmes, bei deren Eröffnung auch der Propst der Gertrudiskirche anwesend ist. Bei den Spinnerinnen waren ein Festumzug und ein Frühlingsessen am Gedenktag der Heiligen üblich.
Die Verbindungen zu Gärtnern und dem Gartenbau sind auch insofern prägend, als in vielen Regionen (siehe unten, Bauernregeln) ihr Gedenktag als Datum für den jährlichen Beginn der Gartenarbeit nach der Winterpause gilt.

### Ikonografie

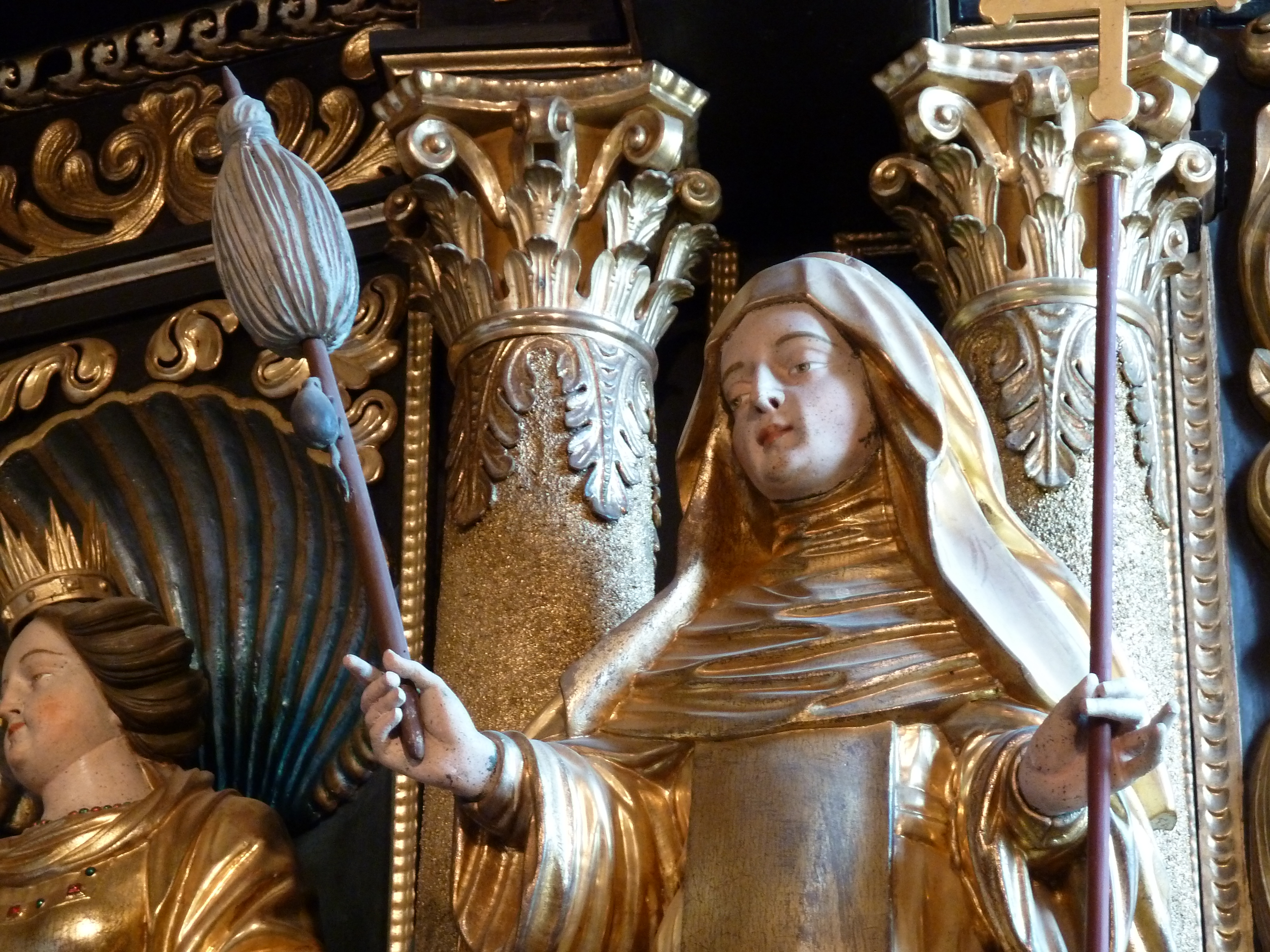
Statue der hl. Gertrud am Hochaltar der katholischen Pfarrkirche Grafenbach mit Maus am Spinnrocken

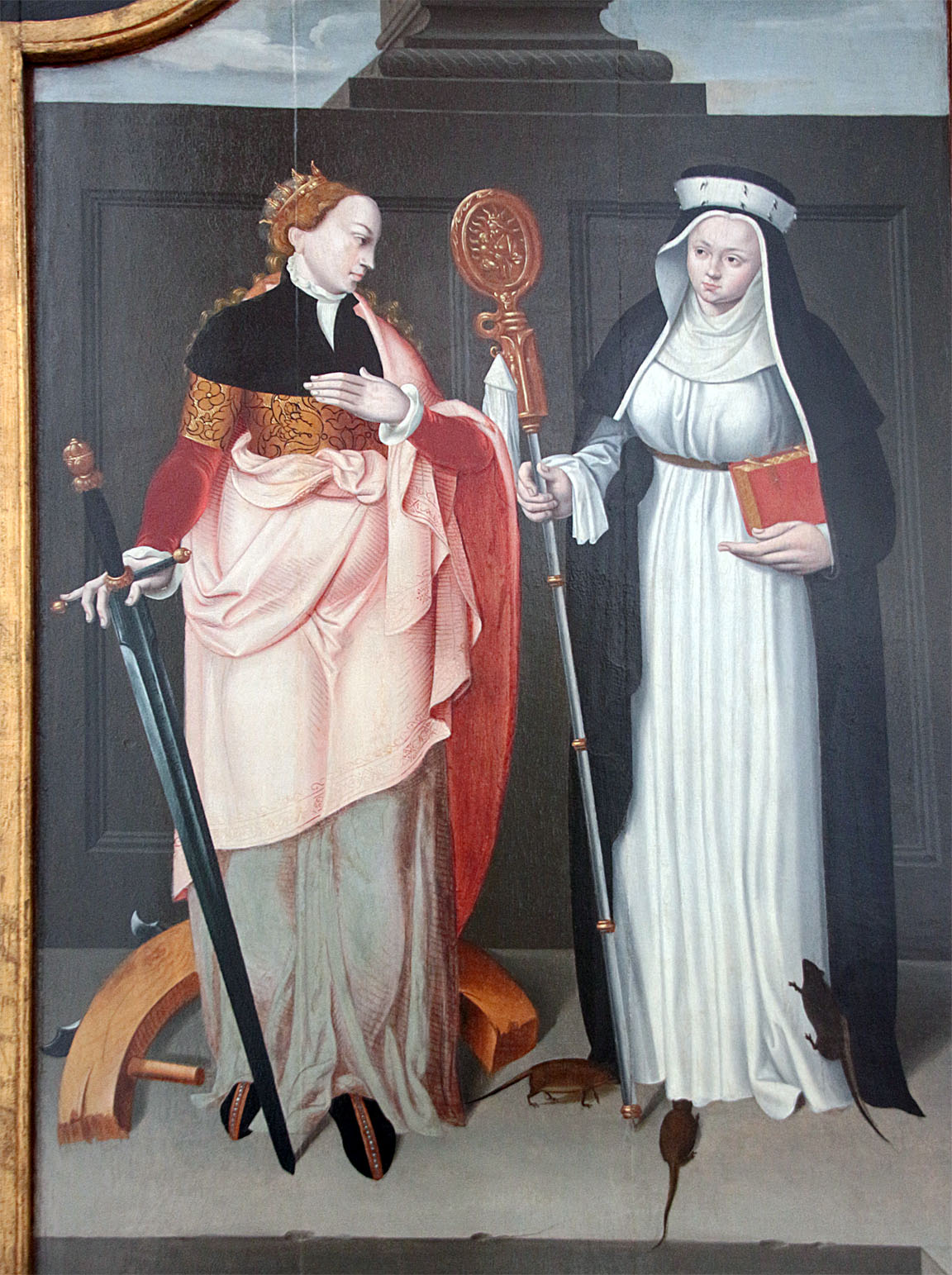
Die hl. Gertrud auf einem Flügelaltar in der Kölner Pfarrkirche St. Pantaleon rechts neben der hl. Katharina mit Abtissinnenstab, Buch und Mäusen an ihrem Gewand

Dargestellt wird Gertrud meist im Habit der Benediktinerinnen mit dem Krummstab der Äbtissin oder dem Spinnrocken und mit Mäusen, manchmal auch mit Buch, einem Segelschiff oder mit zwei Ringen am rechten Arm.
Bezüglich des ikonographischen Attributs der Katze vermutete Carlo Melchers im 20. Jahrhundert eine Verbindung mit der germanischen Göttin Frigg.

## Bauernregeln
- „Gertraud führt die Kuh zum Kraut, das Ross zum Pflug, die Bienen zum Flug“
- „Wer dicke Bohnen und Möhren will essen, darf St. Gertraud nicht vergessen“
- „Ist St. Gertraud sonnig, wird dem Gärtner wonnig“
- „Gertraud, sä’s Kraut“
- „Gertraud ist die erste Gärtnerin“
- „Gertraud den Garten baut“
- „Wer an Gertraud nicht in den Garten geht, im Sommer vor leeren Beeten steht“
- „St. Gertrud schließt das Gartentörchen auf“
- „Sente Gertrütt, die Plugg herütt“ („Sankt Gertrud, heraus mit dem Pflug“)[9]
- „Zent Jertrud jieeht möt Schöpp on Herk erut“ („Sankt Gertrud geht mit Schaufel und Harke raus“)[10]